# ボスホート

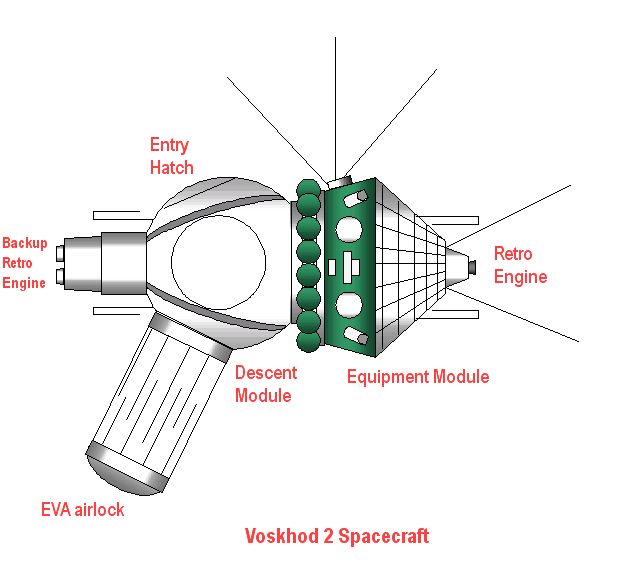
ボスホート2号

ボスホート (ロシア語: Восхо́д 英語: Voskhod) はソビエト連邦が開発した有人宇宙船である。「ボスホート」とはロシア語で日の出を意味する。
ボスホート宇宙船は、ボストークに続く有人宇宙船で、ボストーク宇宙船を改造し、バックアップ用の固形燃料逆噴射ロケットを帰還船に追加すると共に、シートを増やして2-3人乗りに改良された。一方、帰還船の大きさはボストーク宇宙船と同じであったため内部のスペースを確保するために宇宙飛行士の座席を射出する装置をなくした。ボストーク宇宙船では、宇宙飛行士は降下時に空中で射出されてパラシュートで地上に降りていたが、ボスホート宇宙船では宇宙船に乗ったまま、パラシュートを開いて降下し、着地前に逆噴射ロケットで減速する方式になった。また同じくスペース不足のため、1号の乗組員は宇宙服なしで乗り組むことになったが、2号の乗組員は2人だったため宇宙服を着ることができた。2号には船外活動のために伸展式の気密室(エアロック)が設置された。ボスホート宇宙船は、打ち上げ時と帰還時の緊急脱出方法がない、リスクの大きな宇宙船であった。
ボスホートはアメリカ合衆国が2人乗りのジェミニ宇宙船を開発していることを知ったソ連がそれに対抗して急遽計画したものだったが、結局無人テスト機のコスモス衛星3機と有人機2機が打ち上げられたのみで、先に開発が始まっていたソユーズに一本化された。

## ボスホート1号
1964年10月12日に打ち上げられたボスホート1号では、ウラジーミル・コマロフ、宇宙工学者コンスタンチン・フェオクチストフ、医師ボリス・イェゴロフの三人が飛行した。目的は宇宙での生化学実験と宇宙船内での複数のクルーの役割分担の試験とされたが、実際にはカプセルが狭すぎてほとんど身動きすらできなかったとも言われる。また、プロパガンダ目的として1871年のパリ・コミューンの旗を持参したとされる。

## ボスホート2号
1965年3月18日に打ち上げられたボスホート2号では、パーヴェル・ベリャーエフとアレクセイ・レオーノフの二人が飛行した。アレクセイ・レオーノフは世界初の船外活動に成功したが、真空状態の中で宇宙服が予想外にふくらんだため、ほとんど身動きできなくなり、危うくカプセルに戻れなくなりかけた。また地上帰還時に姿勢制御装置が動かなくなるなど致命的なトラブルが多発したが、その都度飛行士たちが訓練されたとおりに冷静かつ迅速に対処して危機を逃れた。

## 3号以降
当初は新型のソユーズ宇宙船と並行してボスホート宇宙船の打ち上げも続けられる予定だった。しかしこれらの飛行は、ボスホート2号で多くの問題が発生したこと、ソユーズ1号の死亡事故、ソユーズ宇宙船と月飛行へのリソース集中の必要性ために中止された。その内容は次のようなものだった。
ボスホート3号19日間の長期滞在ミッション。
ボスホート4号20日間の長期滞在ミッション。
ボスホート5号女性宇宙飛行士2名による10日間のミッション。女性初の船外活動を行う予定だった。
ボスホート6号特殊な装置（ジェット・ベルト）を使った宇宙遊泳。